# Rölle

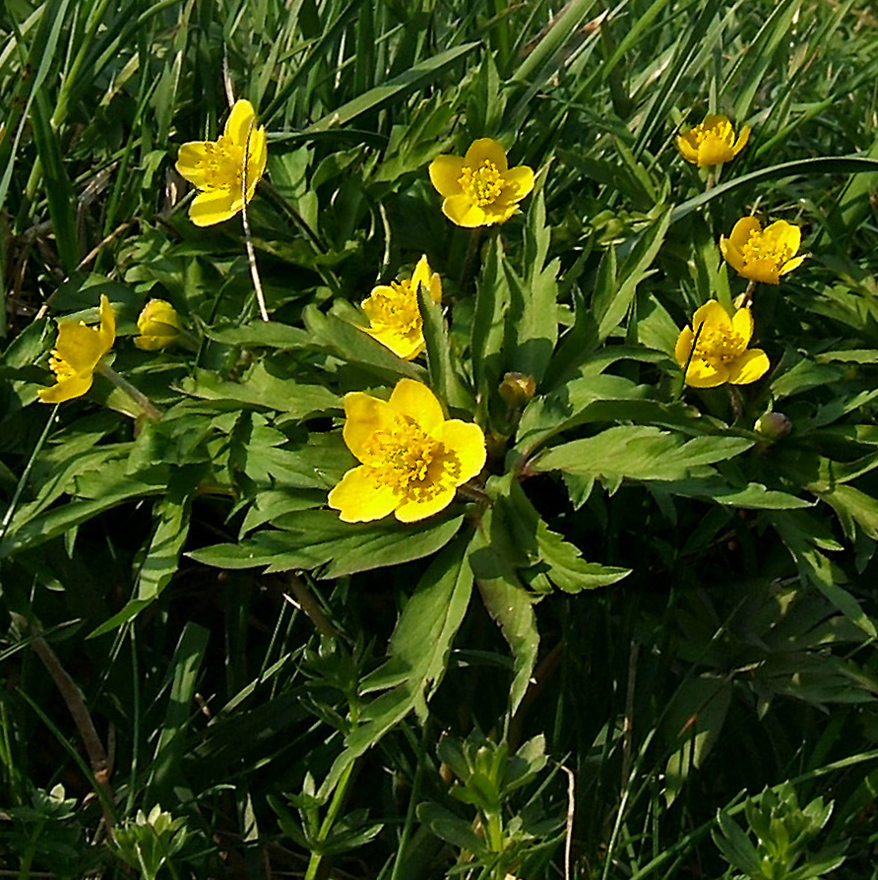
Gulsippa

Rölle är ett naturreservat i Borås kommun i Västra Götalands län.
Öster om Dalsjöfors ligger detta 8 hektar stora naturreservat som avsattes 1982. Där vid Rölle finns ett småskaligt odlingslandskap med slåtterängar och hagmarker. Det finns även områden med lövskog där ask, al, björk och alm förekommer.
Inom området växer lundstjärnblomma, hässleklocka, tandrot och gulsippa. På våren täcks marken av blommor som vitsippa, blåsippa, gulsippa, vårlök och underviol. I området finns även ögontrösten. 
Området ingår i EU:s ekologiska nätverk av skyddade områden, Natura 2000. Det förvaltas av Västkuststiftelsen